# Euxoa siccata
Euxoa siccata là một loài bướm đêm thuộc họ Noctuidae. Loài này có ở Bắc Mỹ, bao gồm Alberta và Colorado.
Sải cánh dài khoảng 30 mm.

## Hình ảnh

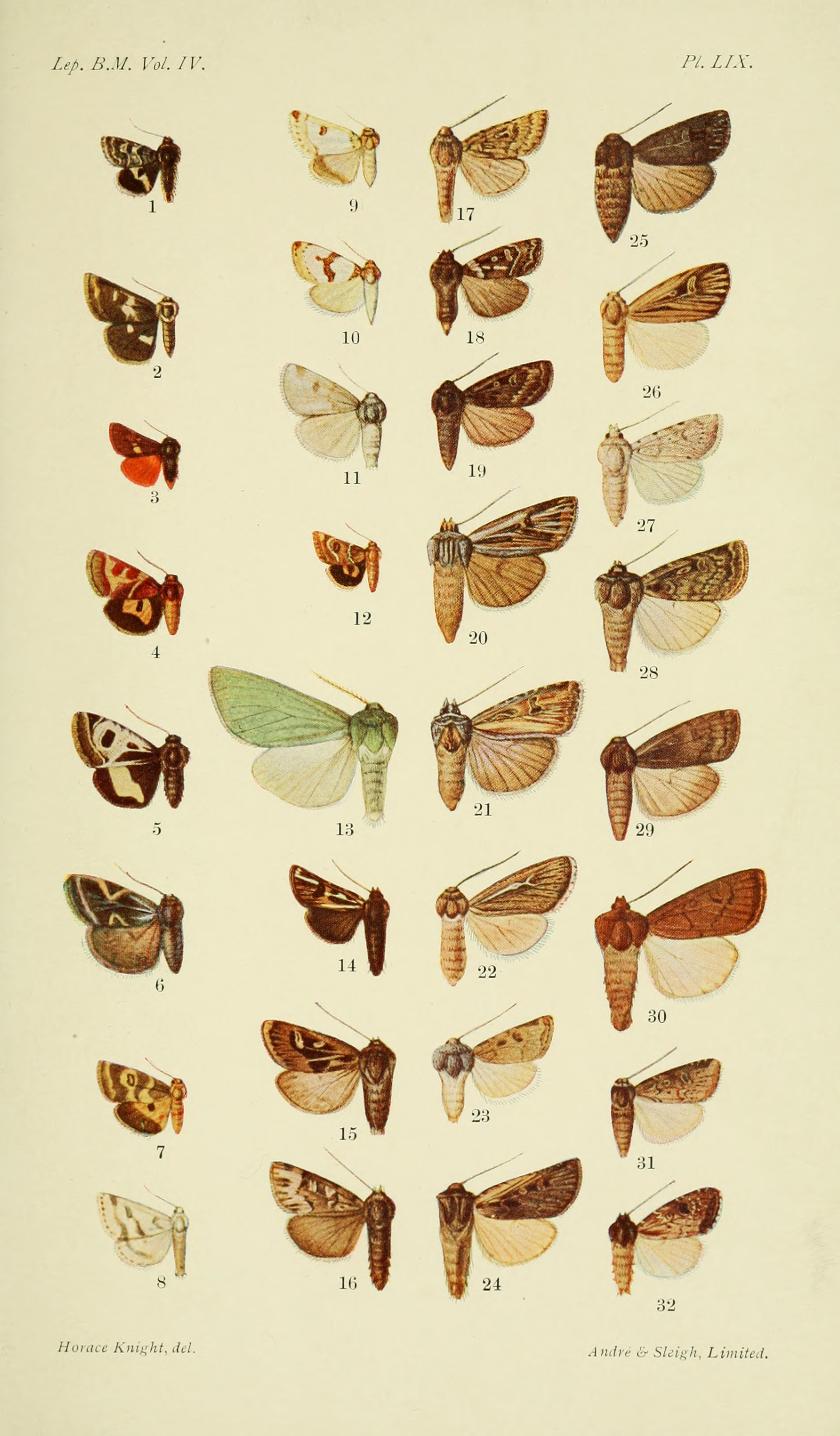